# Catillon-sur-Sambre
Catillon-sur-Sambre – miejscowość i gmina we Francji, w regionie Hauts-de-France, w departamencie Nord.
Według danych na rok 1990 gminę zamieszkiwało 926 osób, a gęstość zaludnienia wynosiła 71 osób/km² (wśród 1549 gmin regionu Nord-Pas-de-Calais Catillon-sur-Sambre plasuje się na 585. miejscu pod względem liczby ludności, natomiast pod względem powierzchni na miejscu 176.).